# Star Trek: Voyager
Star Trek: Voyager (abreviada como ST:VOY ou VOY) é uma série de ficção científica americana que se passa no universo de Star Trek. Se passando no século XXIV dos anos 2371 até 2378, a série segue as aventuras da nave estelar USS Voyager, que se perde no Quadrante Delta, 70.000 anos-luz da Terra, enquanto perseguiam uma nave Maquis. As tripulações de ambas as naves se unem a bordo da Voyager para fazer a viagem de 75 anos de volta para casa.
O programa foi criado por Rick Berman, Michael Piller e Jeri Taylor e é a quarta encarnação de Star Trek, que começou na década de 1960 com Star Trek., criado por Gene Roddenberry. Teve sete temporadas e foi ao ar de 1995 até 2001. Foi a única série de Star Trek a ter como protagonista uma capitã mulher, Kathryn Janeway, até 2021, com o último episódio da terceira temporada de Star Trek: Discovery conduzindo a protagonista Michael Burnham ao posto de capitã. Foi exibida pela UPN, fazendo-a a primeira série de Star Trek desde a original a ir ao ar em uma grande emissora.

## Produção
Star Trek: Voyager foi produzida para laçar o canal UPN, uma emissora pertencente a Paramount. A Paramount originalmente queria lançar sua própria emissora em 1977, que seria ancorada pela planejada Star Trek: Phase II, que foi cancelada em favor da produção de Star Trek: The Motion Picture. O planejamento começou em 1993 e as sementes do programa, incluindo o desenvolvimento dos Maquis, foram colocados em episódios de Star Trek: The Next Generation e Star Trek: Deep Space Nine. Voyager foi filmada nos mesmos estúdios onde The Next Generation foi filmada. o episódio piloto, "Caretaker", foi filmado em outubro de 1994. Naquela época, a Paramount foi vendida a Viacom, com Voyager sendo a primeira produção de Star Trek a estreiar depois da venda.
Voyager foi a primeira série de Star Trek a usar computação gráfica e eliminar todos os modelos usados para as filmagens de exteriores. outros programas como SeaQuest DSV e Babylon 5 já usavam computação gráfica exclusivamente para economizar dinheiro, porém o departamento de arte de Star Trek continuou a usar modelos por achar que eles davam mais realismo as cenas. A Amblin Imagining ganhou um Emmy Award pela criação dos créditos de abertura da série, porém os exteriores dos episódios eram feitos com miniaturas.
Isso mudou quando Star Trek: Voyager se tornou a primeira propriedade da Paramount a usar computação gráfica total em algumas tomadas da terceira temporada. A Paramount conseguiu um contrato com a Foundation Imaging, estúdio responsável pelos efeitos das três primeiras temporadas de Babylon 5. O episódio da terceira temporada "The Swarm" foi o primeiro episódio a ter exclusivamente os efeitos da Foundation. Deep Space Nine começou a usar a Foundation Imaging junto com a Digital Muse um ano depois, depois de Voyager provar que os modelos de computação poderiam parecer realistas. Em suas últimas temporadas, Voyager usou os efeitos da Foundation e da Digital Muse.

## Enredo
No episódio piloto, "Caretaker", a USS Voyager está em uma missão para localizar uma nave dos Maquis. Tuvok, um oficial da Frota Estelar, está infiltrado na nave como um Maqui. Kathryn Janeway, capitã da Voyager, retira Tom Paris (um ex-oficial que desertou para os Maquis) da prisão para ajudá-los. A Voyager entra numa perigosa região do espaço, conhecida como Badlands, para achar a nave Maqui, porém, um antigo alienígena conhecido como Guardião transporta as duas naves para o Quadrante Delta, 70 mil anos-luz no outro lado da galáxia. No processo, vários membros da tripulação da Voyager são mortos, incluindo seu primeiro oficial, piloto, engenheiro chefe e oficial médico junto com toda a equipe médica. Por ser projetada para missões de curta duração, a Voyager não possui um conselheiro designado, algo que Janeway diz que poderia ser útil na viagem para casa.
As duas naves são atacadas por caçadores Kazon que querem roubar a antena do Guardião, que foi usada para transportar as naves. A nave Maqui colide com a nave Kazon, destruindo ambas, após sua tripulação ter sido transportada para a Voyager. Acreditando que os Kazon vão usar a antena para prejudicar os Ocampa, uma raça nativa do quadrante Delta, Janeway decide destruí-la ao invés de usá-la para voltar para a Terra.
As tripulações das duas naves se unem em uma só e começam sua jornada de 70 mil anos-luz e 75 anos para voltar para casa. Chakotay, líder da nave Maqui, se torna o primeiro oficial. B'Elanna Torres, uma klingon/humana maqui, vira a engenheira chefe. Tuvok retoma suas funções como segundo oficial e chefe de segurança. O chefe de operações da nave é Harry Kim. Paris se torna piloto e o Holograma Médico de Emergência, criado para usos curtos, se torna o oficial médico chefe. No início, o HME fica restrito à enfermaria e ao holodeque, porém depois ganha mais liberdade com um holo-emissor móvel, podendo acessar qualquer área da nave, expandindo também sua programação e personalidade. No Quadrante Delta, a tripulação é auxiliada pelo talaxiano Neelix, que dá dicas sobre a região e vira cozinheiro da nave, e de sua namorada Kes. Kes e Paris se tornam assistentes do HME, expandindo as capacidades médicas da nave. Na quarta temporada, Kes sai da série, enquanto a tripulação ganha o reforço de Sete de Nove, uma Borg liberada da coletividade que, como o HME, se torna mais humana conforme a série avança.
O Quadrante Delta é uma região da galáxia não explorada pela Federação Unida dos Planetas. Em seu caminho para casa, a tripulação tem de enfrentar forças hostis, como os ladrões de órgãos Vidiianos, os beligerantes Kazons, os caçadores nômades Hirogen, a Espécie 8472, vinda do espaço fluido e, principalmente, os Borg nas últimas temporadas, quando a Voyager precisa passar pelo espaço Borg. Eles também encontram fenômenos naturais perigosos como a área de nebulosas chamada de Expansão Nekrit, uma grande área de espaço vazio conhecida como Void, buracos de minhoca e outras anomalias. Voyager é a terceira série de Star Trek a apresentar Q. Enquanto isso, o Comando da Frota Estelar descobre que a Voyager sobreviveu e se tornam cientes de sua situação, eventualmente desenvolvendo um meio de estabelecer contato audiovisual com a nave graças aos esforços de Reginald Barclay, que já havia aparecido em Star Trek: The Next Generation.

## Elenco

### Principal
| Ator                  | Personagem                 | Posto                                               | Aparições           | Espécie                        | Patente                        |
| --------------------- | -------------------------- | --------------------------------------------------- | ------------------- | ------------------------------ | ------------------------------ |
| Kate Mulgrew          | Kathryn Janeway            | Oficial Comandante                                  | Temporadas 1 a 7    | Humana                         | Capitão                        |
| Robert Beltran        | Chakotay                   | Primeiro Oficial                                    | Temporadas 1 a 7    | Humano                         | Comandante (provisório)        |
| Roxann Dawson         | B'Elanna Torres            | Engenheira Chefe                                    | Temporadas 1 a 7    | Humana/Klingon                 | Tenente-Júnior (provisório)    |
| Robert Duncan McNeill | Tom Paris                  | Piloto                                              | Temporadas 1 a 7    | Humano                         | Tenente Alferes Tenente-Júnior |
| Jennifer Lien         | Kes                        | Enfermeira Botânica                                 | Temporadas 1 a 4, 6 | Ocampa                         | Nenhuma                        |
| Ethan Phillips        | Neelix                     | Cozinheiro Embaixador                               | Temporadas 1 a 7    | Talaxiano                      | Nenhum                         |
| Robert Picardo        | Doutor                     | Oficial Médico Chefe                                | Temporadas 1 a 7    | Holograma Médico de Emergência | Nenhum                         |
| Tim Russ              | Tuvok                      | Segundo Oficial Oficial de Segurança Oficial Tático | Temporadas 1 a 7    | Vulcano                        | Tenente Tenente-Comandante     |
| Jeri Ryan             | Sete de Nove Annika Hansen | Tripulante do Laboratório de Astronometria          | Temporadas 4 a 7    | Humana/Borg                    | Nenhuma                        |
| Garrett Wang          | Harry Kim                  | Oficial de Operações                                | Temporadas 1 a 7    | Humano                         | Alferes                        |

### Secundário
| Ator                                           | Personagem       | Posto                                               | Aparições           | Espécie         | Patente              |
| ---------------------------------------------- | ---------------- | --------------------------------------------------- | ------------------- | --------------- | -------------------- |
| Josh Clark                                     | Joe Carey        | Engenheiro Chefe Assistente                         | Temporadas 1 a 7    | Humano          | Tenente              |
| Nancy Hower                                    | Samantha Wildman | Xenobiologista                                      | Temporadas 1 a 7    | Humana          | Alferes              |
| Alexander Enberg                               | Vorik            | Engenheiro                                          | Temporadas 1 a 7    | Vulcano         | Alferes              |
| Manu Intiraymi                                 | Icheb            | Tripulante Assistente do Laboratório de Astrometria | Temporadas 6 e 7    | Brunali/Borg    | Cadete               |
| Scarlett Pomers Brooke Stephens Vanessa Branch | Naomi Wildman    | Nenhum                                              | Temporadas 2 a 7    | Humana/Ktariana | Civil                |
| Jad Madger                                     | Tabor            | Engenheiro                                          | Temporadas 5 a 7    | Bajoriano       | Alferes (provisório) |
| Martha Hackett                                 | Seska            | Oficial de Ciências Engenheira                      | Temporadas 1 a 3, 7 | Cardassiana     | Alferes (provisório) |
| Brad Dourif                                    | Lon Suder        | Engenheiro                                          | Temporadas 2 e 3    | Betazóide       | Alferes (provisório) |
| Raphael Sbarge                                 | Michael Jonas    | Engenheiro                                          | Temporadas 1 a 3    | Humano          | Alferes (provisório) |

## Recepção da crítica
Em sua 1ª temporada, Star Trek: Voyager teve recepção geralmente favorável por parte da crítica especializada. Com base de 10 avaliações profissionais, alcançou uma pontuação de 66% no Metacritic. Por votos dos usuários do site, atinge uma nota de 7.9, usada para avaliar a recepção do público.

## Conexões com outras encarnações deStar Trek
Junto com todas as outras séries de Star Trek, os originais vulcanos, klingons e romulanos aparecem em Star Trek: Voyager. Majel barrett faz novamente a voz do computador da nave.
Voyager viu a aparição de vários personagens e espécies introduzidas em Star Trek: The Next Generation: Q, William T. Riker, Geordi La Forge, Deanna Troi e Reginald Barcley. Os Borg, cardassianos, romulanos, betazóides, vulcanos, klingons, ferengis e um holograma Jem'Hadar fazem aparições na série, junto com o grupo terrorista Maquis.
A Rainha Borg, antagonista de Star Trek: First Contact, faz várias aparições em Voyager. Susanna Thompson interpretava o personagem na série. Alice Krige, que interpretou o personagem em First Contact, retorna no episódio final da série.
Quark de Deep Space Nine aparece no piloto da série.
George Takei faz uma aparição como Capitão Hikaru Sulu quando Tuvok tem um flashback de quando ele servia pela primeira vez em uma nave da Federação, durante alguns dos eventos de Star Trek VI: The Undiscovered Country. Tuvok também aparece em Star Trek: Generations, porém seu nome não é mencionado. Grace Lee Whitney também aparece como Janice Rand e Michael Ansara retorna como o klingon Kang.
Jonathan Frakes faz uma ponta no episódio "Death Wish", voltando como William Riker. Naquele episódio, Q fala que Riker foi oferecido com o comando da USS Voyager, porém obviamente recusou.
Kate Mulgrew aparece como Vice Almirante Kathryn Janeway no filme Star Trek: Nemesis.